# Don Fardon
Don Fardon (geboren als Donald Maughn, Coventry, 19 augustus 1943) is een Engels popzanger.

## Carrière
Don Fardon begon zijn carrière in de band The Sorrows, die in 1963 werd opgericht. Enkele jaren later ging hij solo verder. In 1969 nam hij een coverversie op van "I'm Alive" van Tommy James and the Shondells. Het was een bescheiden hit en bereikte in de jaren na de opname geen plaats in de Nederlandse hitlijsten. In 2011 kwam het nummer echter in de belangstelling. Vodafone zond een reclame uit met dit nummer, wat tot gevolg had dat BR Music besloot het nummer opnieuw uit te brengen. Het bereikte de twaalfde plaats in de Nederlandse Single Top 100 en de twintigste plaats in de Nederlandse Top 40 in maart 2011.
Zijn coverversie van "Indian Reservation" van John D. Loudermilk was een hit (#3 in de UK Singles Chart in 1970), waarvan ruim één miljoen exemplaren zijn verkocht.

## Discografie

### Singles
| Single met eventuele hitnotering(en) in de Nederlandse Top 40 | Datum van verschijnen | Datum van binnenkomst | Hoogste positie | Aantal weken | Opmerkingen              |
| ------------------------------------------------------------- | --------------------- | --------------------- | --------------- | ------------ | ------------------------ |
| Indian reservation                                            | 1968                  | 02-01-1971            | 31              | 4            | #27 in de Single Top 100 |
| I'm alive                                                     | 1969                  | 19-03-2011            | 20              | 7            | #12 in de Single Top 100 |

- Gemeinsame Normdatei: 134370325
- International Standard Name Identifier: 0000 0000 5548 0890
- Library of Congress Control Number: no98024716
- MusicBrainz: a5f36edd-db89-46e4-94d3-2aef6d070610
- Nationale Bibliotheek van Tsjechië: xx0215076
- Virtual International Authority File: 116145970004932250460
- WorldCat: E39PBJkXwQhxpvGBgjYg48jgrq